# الماترت
الماترت (به اسپانیایی: Almatret) یک شهرستان در اسپانیا است که در کاتالونیا واقع شده‌است.

## خصوصیات
الماترت ۵۶٫۸۴ کیلومترمربع مساحت و ۴۴۳ نفر جمعیت دارد و ۴۶۲ متر بالاتر از سطح دریا واقع شده‌است.